# M120 (mortero)
El M120 es un mortero de 120 mm. Desarrollado por la empresa Soltam Systems de Israel, es el último desarrollo del mortero M65 y reemplazó al mortero M30 de 107 mm en las unidades de infantería y mecanizadas del ejército estadounidense. Es mucho más ligero que el M30, tiene un mayor alcance, y permite disparar 4 veces por minuto frente a las 3 del M30.
El MN-9 es una versión del K6 fabricada bajo licencia en Eslovenia. Por otra parte, D.I.O. de Irán produce el Hadid HM16 que parece ser una copia del K6.

## Información general
El M120 es capaz de disparar munición con aletas estabilizadoras desde un cañón de ánima lisa. A diferencia de los proyectiles de 81 mm y 60 mm, la munición del M120 no está peraltada, por lo tanto, el proyectil va recto, no dando giros en el aire. A pesar de ser más ligeros que la artillería convencional, los morteros pesados requieren de camiones, o vehículos especializados para su transporte, pero su efectividad está probada. 
El M120 puede ser transportado en el remolque M1100 por el HMMWV, o en el M113 como M1064

## Despliegue
El M120 entró en servicio en el Ejército de los Estados Unidos en 1991. Su misión es la de proporcionar cobertura a unidades desplegadas desde un puesto de mando. Debido a su potencia de fuego, el M120 es empleado igualmente para el apoyo a unidades de infantería, como para el ataque de unidades blindadas.
Otra característica del M120 es el adaptador subcalibre M303, lo que le permite disparar munición de 81 mm.

## Especificaciones
| Distancia máxima:    | 13000 m                                                    |
| Distancia mínima:    | 6000m                                                      |
| Peso:                | 144,7 kg sin munición                                      |
|                      | 326,1 kg cuando monta en un tráiler                        |
| Cadencia de disparo: | 16 disparos/min el primer minuto, 4 disparos/min el resto. |
| Tripulación:         | 5                                                          |

El mortero M120 consta de los siguientes componentes:
- Cañón M298 (50 kg)
- Bípode M190 (32 kg)
- Base/plato M9 (62 kg)
- Remolque M1100 (181 kg)
- Mira óptica M67 (1,1 kg)

El M120 es capaz de disparar las siguientes municiones:
- M934 Explosiva
- M934A1 Explosiva
- M933 Explosiva
- M929 Granada de humo
- XM930 Iluminación
- XM930E1 Iluminación
- XM983 Iluminación
- XM931 Prácticas

## Usuarios
- Fuerzas de Defensa de Israel
- Fuerzas Militares de Colombia
- Fuerzas Armadas de Egipto
- Ejército de los Estados Unidos
- Ejército de Irak
- Marina de Guerra del Perú
- Ejército de México
- Fuerzas Armadas Reales de Marruecos
- Servicio Nacional de Fronteras
- Guardia Nacional (Nicaragua) (1976-1979)